# Курганский, Сергей Игоревич
Сергей Игоревич Курганский (бел. Сяргей Ігаравіч Курганскі; род. 15 мая 1986, Гродно) — белорусский футболист, вратарь.

## Биография
Воспитанник гродненской СДЮШОР-6, начинал карьеру в дубле местного «Немана». В 2005 году являлся в основной команде гродненцев, но позже снова выступал только за дубль. Летом 2007 года попал в аренду в «Савит» (был там основным вратарем), провел в этом клубе один год. Вторую половину 2008 года провел в составе минского «МТЗ-РИПО», где был вторым вратарем после Александры Сулимы. Некоторое время из-за дисквалификации Сулимы попадал в стартовый состав «минчан».
Сезон 2009 провел в «Белшине», вместе с которой выиграл Первую лигу. В 2010 году выступал за брестское «Динамо», где играл преимущественно за дубль, в основной команде провел лишь один матч. С 2011 года стал выступать в клубах Первой лиги, при этом «Партизану» и «Днепру» помогал возвращаться в Высшую лигу. Первую половину 2013 года находился без клуба, после чего стал игроком «Слонима». В 2014 году был основным вратарем «Лиды».
В марте 2015 года после просмотра подписал контракт с «Неманом». Сезон 2015 начинал в качестве второго вратаря, однако вскоре вытеснил Владислава Василючека и занял место в основе. В январе 2016 года продлил контракт с гродненцами.
В декабре 2016 года футболистом интересовалось брестское «Динамо», однако Курганский решил остаться в Гродно. Сезон 2017 начинал в основе, однако в мае выбыл из-за травмы. В ноябре 2017 года продлил контракт с «Неманом». Сезон 2018 начинал в качестве основного вратаря, однако в апреле получил травму, в августе вернулся в строй и вновь занял позицию в основном составе.
В декабре 2018 года подписал соглашение с гродненцами на сезон 2019. Начинал сезон будучи основным вратарём, однако в июле получил травму, после восстановления в сентябре стал оставаться на скамейке запасных. В декабре продлил контракт с клубам ещё на два года.
В 2020—2021 годах не имел постоянного места в основе, чередовался с другими вратарями, преимущественно с Дмитрием Дударем. В январе 2022 года продлил соглашение с гродненским клубом ещё на год. В марте 2023 года по сообщениям источников футболист покинул клуб из-за запрета выступать в Высшей Лиги. В июле 2023 года футболист перешёл в «Макслайн». В декабре 2023 года футболист покинул клуб.

## Достижения
- Победитель Первой лиги Белоруссии (3)ː 2007, 2009, 2012
- Бронзовый призёр чемпионата Белоруссииː 2008